# Cebra

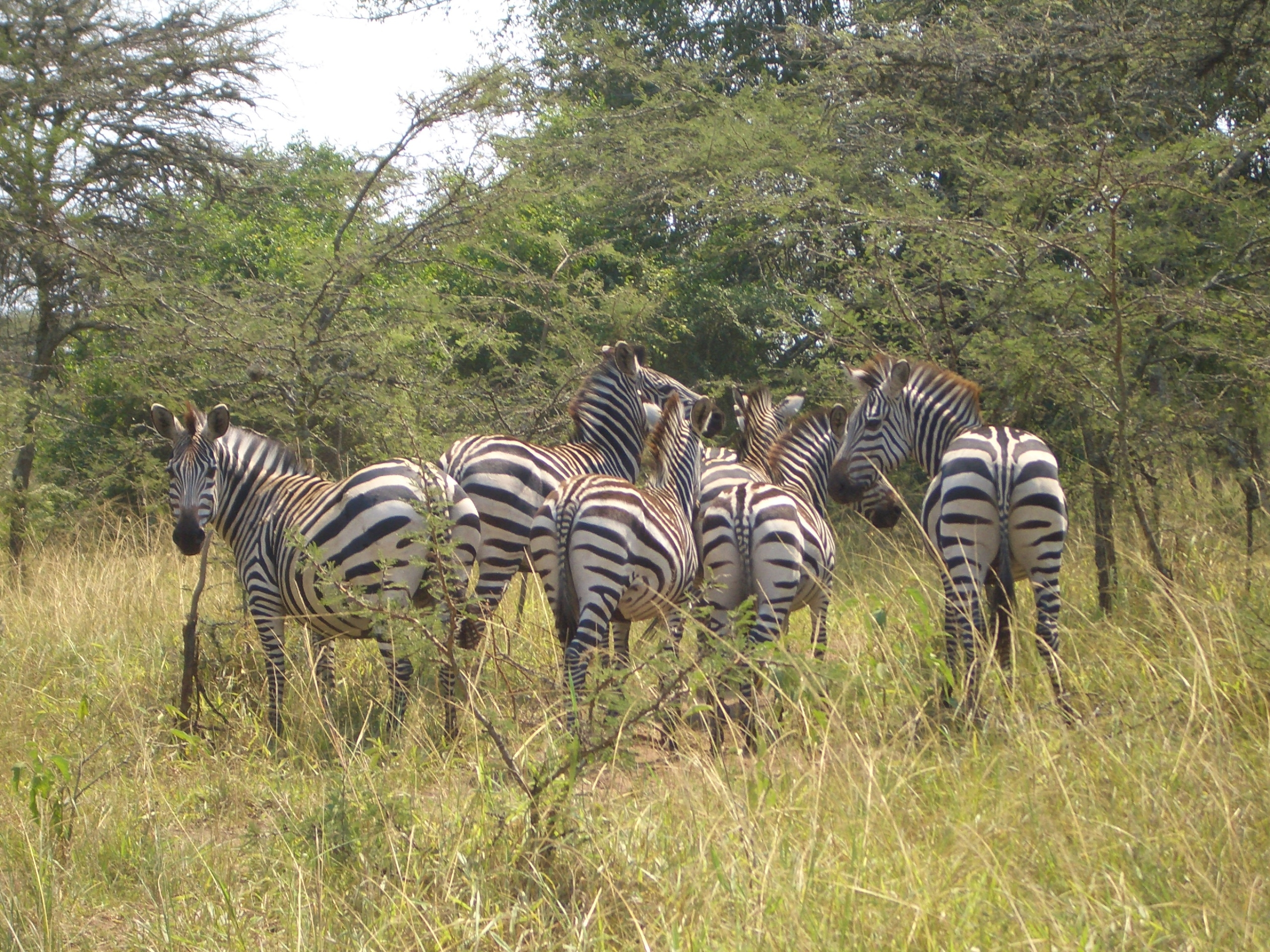
Cebras en el Parque nacional de la Selva Impenetrable de Bwindi

Se conocen como cebra a tres especies del género Equus propias de África —Equus quagga (cebra común; con cinco subespecies), Equus zebra (cebra de montaña; dos subespecies) y Equus grevyi (cebra de Grevy)— cuya característica más distintiva es su coloración a base de rayas blancas sobre un fondo negro.

## Etimología
Etimológicamente, la palabra cebra que utilizan los hablantes de español deriva del nombre del "zevro/a" o "cebro/a", un équido salvaje que habitó la península ibérica por lo menos hasta bastante avanzada la Edad Media. Cuando los portugueses empezaron a explorar el litoral africano y llegaron al cabo de Buena Esperanza, a finales del siglo XV, se encontraron con las cuagas, una subespecie de la cebra común, que por su aspecto y carácter salvaje, les debieron recordar a los zebros, por lo cual les dieron el nombre de zevras. A su vez, zevra y el masculino zevro proceden del latín equiferus ('caballo salvaje').

## Taxonomía y evolución

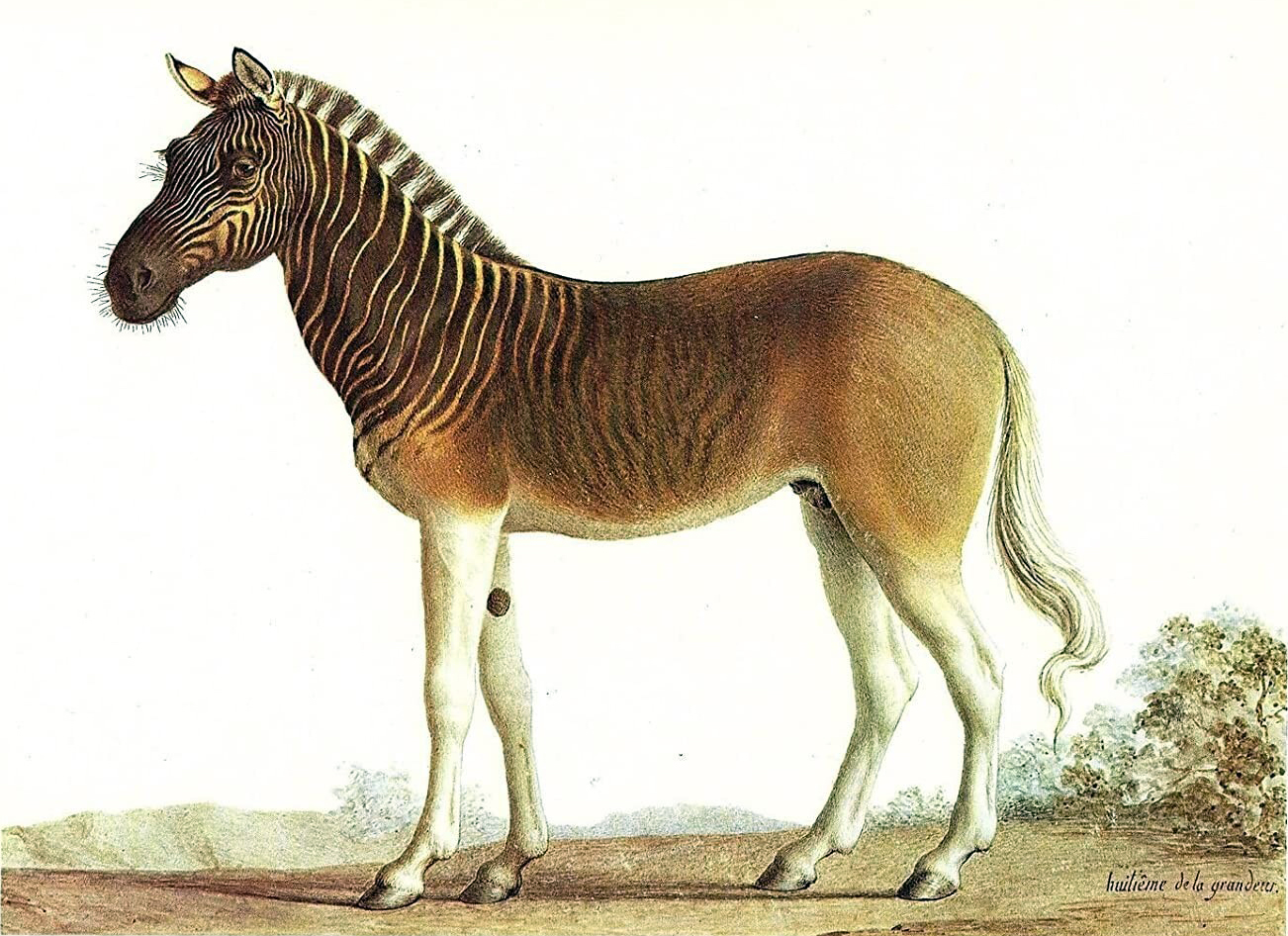
La cuaga fue la primera cebra que descubrieron los portugueses. Acuarela realizada por Nicolas Marechal en 1793 del semental que Luis XVI tenía en la casa de fieras del palacio de Versalles.

El género Equus surgió en Norteamérica durante el Plioceno. Hace 4,5 millones de años dicho género se dividió en dos linajes, el caballino (del que proceden los actuales caballos) y el estenoniano (del que proceden asnos y cebras). El linaje estenoniano cruzó a Asia hace 2,6 millones de años y se extendió por el Viejo Mundo. Poco después, hace dos millones de años, las poblaciones africanas divergieron de las asiáticas, dando lugar a los antepasados de las actuales cebras.
No está aún clara la relación filogenética entre las distintas especies de cebras. Estudios del ADN mitocondrial muestran un mayor parentesco entre la cebra de Grevy y la cebra común, mientras que la cebra de montaña estaría más relacionada genéticamente con el asno africano. No obstante, son necesarios estudios sobre el ADN nuclear para aclarar esta cuestión.

### Especies

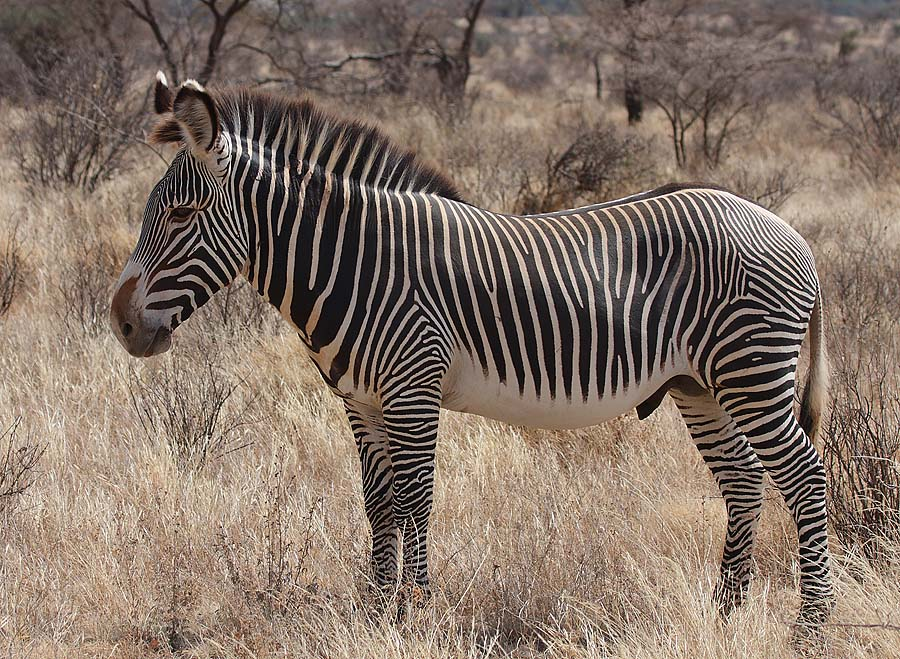
Cebra de Grevy

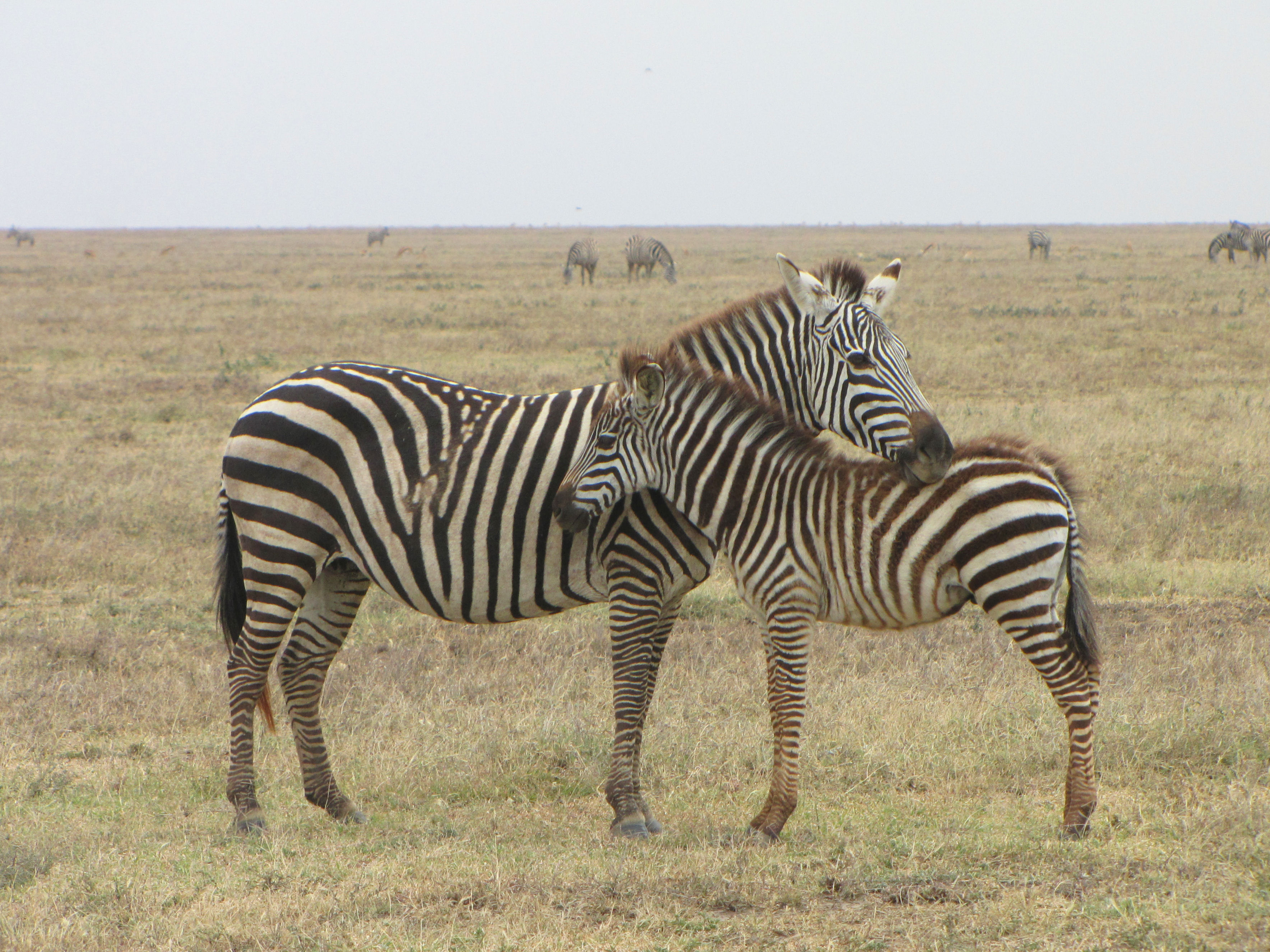
Cebra común o de llanura con su cría

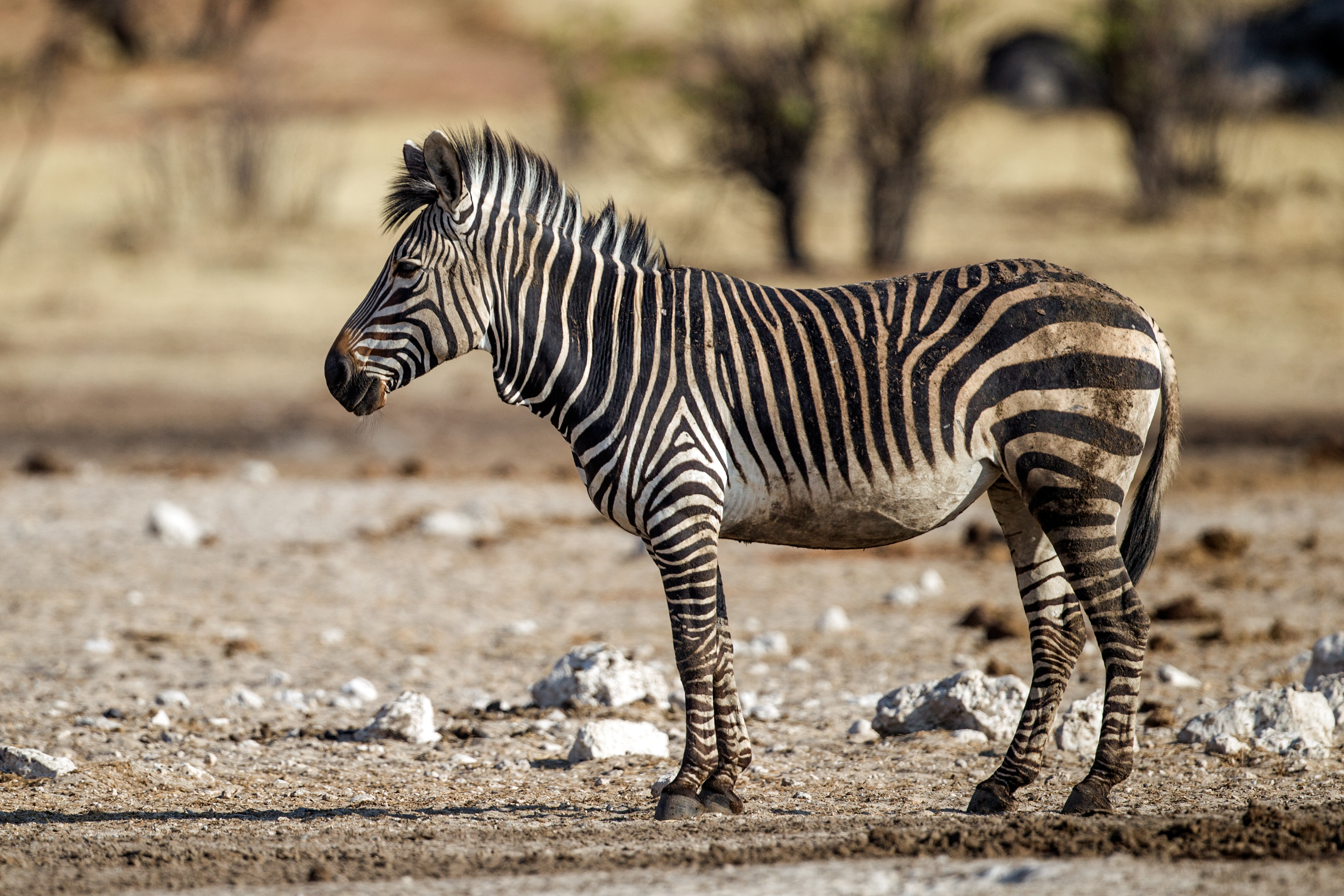
Cebra de montaña

Hay tres especies de cebras, que contienen un total de nueve subespecies, una de ellas, el quagga, extinta.
- Subgénero Dolichohippus:
  - Cebra de Grevy (Equus grevyi)
- Subgénero Hippotigris:
  - Cebra común (Equus quagga)
    - Quagga (E. q. quagga)
    - Cebra de Burchell (E. q. burchellii)
    - Cebra de Grant (E. q. boehmi)
    - Cebra de Selous (E. q. borensis)
    - Cebra de Chapman (E. q. chapmani)
    - Cebra de Crawshay (E. q. crawshayi)

  - Cebra de montaña (Equus zebra)
    - Cebra de montaña del Cabo (E. z. zebra)
    - Cebra de montaña de Hartmann (E. z. hartmannae)

## Morfología

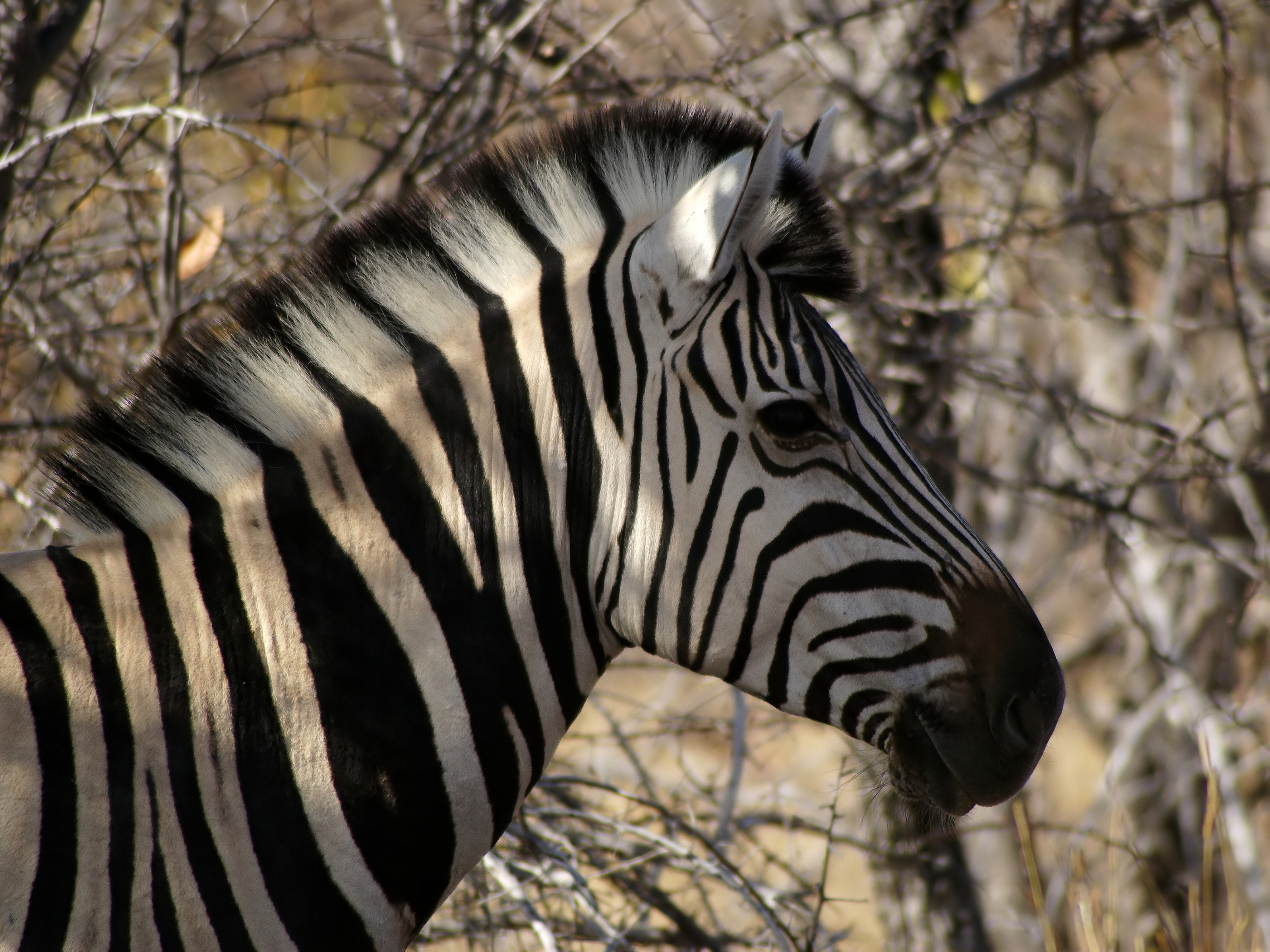
Una de las características de las cebras es su crinera de pelos erectos

Las cebras presentan un tamaño medio de 2,3 metros de longitud, 1,2-1,5 metros de altura a la cruz y un peso de aproximadamente 300 kilogramos, aunque las cebras de Grevy pueden llegar a pesar hasta 450 kilogramos. En esta última especie, los machos y las hembras tienen un tamaño similar, pero en las cebras comunes y las cebras de montaña los machos son ligeramente más grandes.
Las cebras tienen un total de cuarenta dientes: doce incisivos que utilizan para cortar y arrancar trozos de vegetación, cuatro caninos, doce premolares y doce molares, todos utilizados para moler el alimento antes de tragárselo.[cita requerida]
Las cebras tienen un excelente sentido de la vista. Se cree que pueden ver en color. Como muchos ungulados, las cebras tienen los ojos a los lados de la cabeza, dándole un amplio ángulo visual. Las cebras también tienen visión nocturna, a pesar de que no es tan avanzada como la de la mayoría de sus predadores, pero su buen oído lo compensa.
Las cebras tienen un gran sentido del oído, y tienden a tener orejas más grandes y redondeadas que los caballos. Como los caballos y otros ungulados, las cebras pueden girar sus orejas en casi cualquier dirección. Además de una buena vista y oído, las cebras tienen un agudo sentido del gusto y un sentido del olfato muy sensible al humo, esencial para sobrevivir a los incendios.
La esperanza de vida media de las cebras es de unos treinta años, a pesar de que pueden llegar a vivir hasta cuarenta años en cautividad. En estado natural, donde los depredadores representan una amenaza constante para estos animales, la longevidad media es de aproximadamente doce años.

### Rayas
Las cebras son animales negros con rayas blancas. Son tres las observaciones que indican que se trata de rayas blancas sobre un fondo oscuro: en primer lugar, en el embrión, el desarrollo de las rayas blancas y los vientres blancos es posterior a la pigmentación oscura (Prothero y Schoch, 2003); en segundo lugar, aunque escasos, existen ejemplares de cebras negras con puntos blancos y, en tercer lugar, la grupa de la quagga, ya extinta, era oscura y no tenía rayas (Rua, 1974).
Hay tres razones por las cuales se considera que las cebras son negras con rayas blancas, y no al revés, ni tampoco que todas tienen una frecuencia diferente:
1. Los équidos blancos no podrían sobrevivir en las llanuras y bosques de África.
2. El quagga, una subespecie extinta de la cebra común, tiene las típicas rayas en la parte anterior del cuerpo, pero una parte posterior oscura.
3. Cuando la región entre las rayas pigmentadas pasa a ser demasiado ancha, aparecen rayas secundarias, como si se estuviera debilitando la supresión.

El hecho que algunas cebras tengan vientres y patas de color blanco puro no es una prueba muy concluyente de que son animales blancos, pues muchos animales de colores diferentes tienen vientres y patas de color blanco o un color claro.
Además, las rayas de las cebras son ausentes en el feto, que es totalmente negro. Las rayas aparecen posteriormente, en bandas de unos 400 micrómetros (veinte veces la medida de una célula). Por lo tanto, las rayas son más anchas cuanto más grande es el animal, y crecen conjuntamente con el tamaño del cuerpo. Según Bard, las especies de cebras difieren en cuanto al estadio embrionario en que aparecen las rayas. Bard descubrió una cebra anormal, sin rayas; su pelaje negro tenía puntitos blancos, cosa que probaría que las rayas se forman por inhibición de la producción de melanina, y que por lo tanto la cebra es sin duda un équido negro con rayas blancas.
Las rayas suelen ser verticales en la cabeza, cuello, paletillas y tronco, y horizontales por detrás y en las patas del animal. Los pasos de cebra toman su nombre de las rayas blancas y negras de las cebras.
Las rayas de las cebras son el resultado de un proceso evolutivo que amplificó un carácter primitivo presente en el género Equus: las marcas primitivas. Todas las especies de esta familia manifiestan estos rasgos en mayor o menor medida, llegando algunos caballos y burros a presentar rayas en las extremidades, hombros, cuello y dorso. En el caso de las cebras, este rasgo fue potenciado mediante selección natural, lo que amplificó el tamaño y definición de las rayas y las extendió por todo el cuerpo.
El motivo por el que las cebras desarrollaron un patrón de coloración tan llamativo ha sido desde siempre objeto de especulación. Las teorías tradicionales eson las siguientes:
- Mecanismo de camuflaje entre la hierba o la maleza.
- Mecanismo de mimetismo entre los distintos miembros de una manada para que al depredador le resulte difícil seleccionar un individuo de entre la multitud.[16]
- Función de reconocimiento entre individuos.
- Mecanismo de termorregulación.

No ha sido hasta hace relativamente poco que se han comenzado a realizar estudios científicos serios sobre este tema, tratando de probar o desmentir estas y otras hipótesis mediante recopilación de datos estadísticos y experimentos. Hasta la fecha, estos estudios han descartado como determinantes las tres primeras hipótesis arriba enunciadas, mientras que han encontrado cierta correlación entre el tamaño y número de rayas y las temperaturas que experimentan las distintas poblaciones de cebras. 
Sin embargo, varios estudios han concluido que la principal función de las rayas es la de repeler a la moscas tse-tse y a los tábanos. Según experimentos realizados en Hungría, a estos insectos les resulta muy difícil posarse en superficies con este tipo de coloración. Las cebras son susceptibles de contraer la enfermedad del sueño transmitida por la mosca tse-tse, una enfermedad que debilita y en muchos casos mata al animal que la ha contraído. La distribución de esta mosca coincide casi completamente con la distribución de las cebras. De hecho, las únicas regiones de África que no se ven afectadas por esta mosca son también las únicas que han albergado équidos salvajes sin el patrón rayado típico de las cebras: los asnos salvajes africanos en Etiopía, el cuerno de África y el norte de África, y la cuaga en el sur de África. Por otro lado, los tábanos son conocidos por tener especial predilección por los équidos, no en vano en inglés se los denomina horse fly (mosca del caballo). Existen tábanos en casi todo el mundo, por lo que las cebras no son los únicos équidos que los padecen. Sin embargo, en los climas tropicales, estos insectos están presentes en el entorno durante casi todo el año, mientras que en climas templados su esperanza de vida no es de más de 3 meses. La cebra es el único équido que habita de manera natural en estos climas tropicales, por lo que es con diferencia el más expuesto a estos parásitos.

## Dieta

### Alimentación

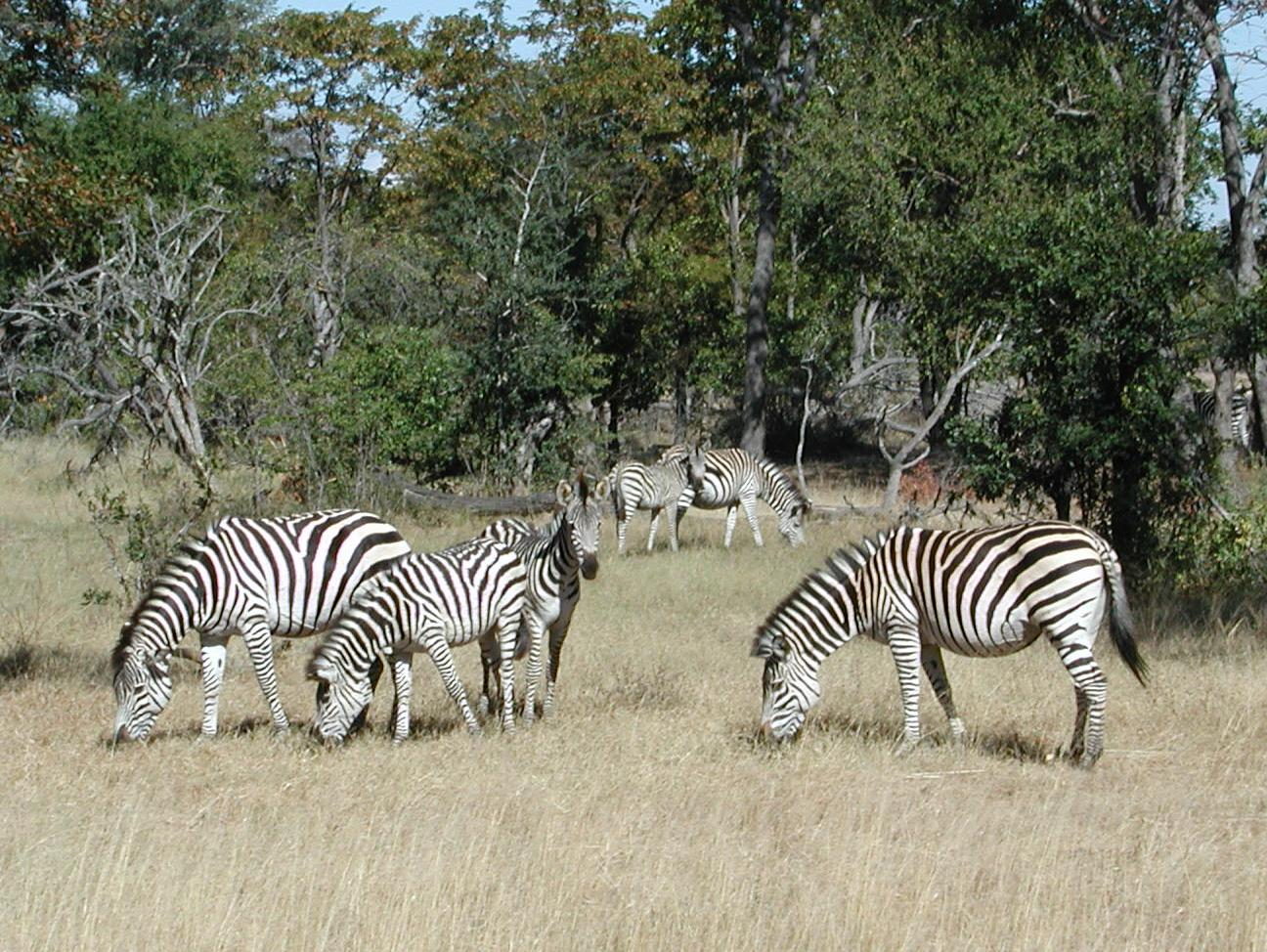
Un grupo de cebras pastando en Zambia

Las cebras son mamíferos exclusivamente herbívoros que comen sobre todo por la mañana y por la tarde, reponiendo al mediodía. Son animales que se alimentan de hierba tosca, hojas y brotes. También comen corteza y ramas. Su aparato digestivo bien adaptado les permite subsistir con una dieta de calidad nutritiva más baja que la que necesitan otros herbívoros, pero también es menos eficiente, lo que obliga a las cebras a pasarse más de la mitad del tiempo comiendo.
Las cebras pueden moverse una veintena de kilómetros en un día en busca de alimento, pero al final del día suelen volver a su punto de origen. Aun así, las manadas de cebras hacen una migración anual mucho más importante, que coincide con la estación seca y que también hacen otros muchos mamíferos africanos y que representan un movimiento de centenares de miles de animales a la vez.

### Agua
Las condiciones secas de los ecosistemas en que habitan las cebras hacen que se hayan adaptado a los periodos de aridez.
Las cebras de Grevy son las que mejor se han adaptado a las condiciones de sequía. Para sobrevivir a la estación seca, en que la mayoría de ríos, estanques y otras fuentes de agua se secan, esta especie de cebra excava en el lecho de los ríos con sus pezuñas para encontrar agua.
La cebra de montaña aprovecha las características de su hábitat para sobrevivir a los periodos secos. Cuando se secan las fuentes de agua de las cuales subsiste, esta especie simplemente migra a una altitud mayor, donde las temperaturas inferiores hacen que el vapor de agua se condense en forma de lluvia, nieve o rocío.
La cebra común es la menos adaptada a la sequía. A diferencia de las otras dos especies, siempre necesita tener agua disponible, lo que la obliga a migrar de un lugar al otro según la estación en busca de recursos hídricos.

## Comportamiento

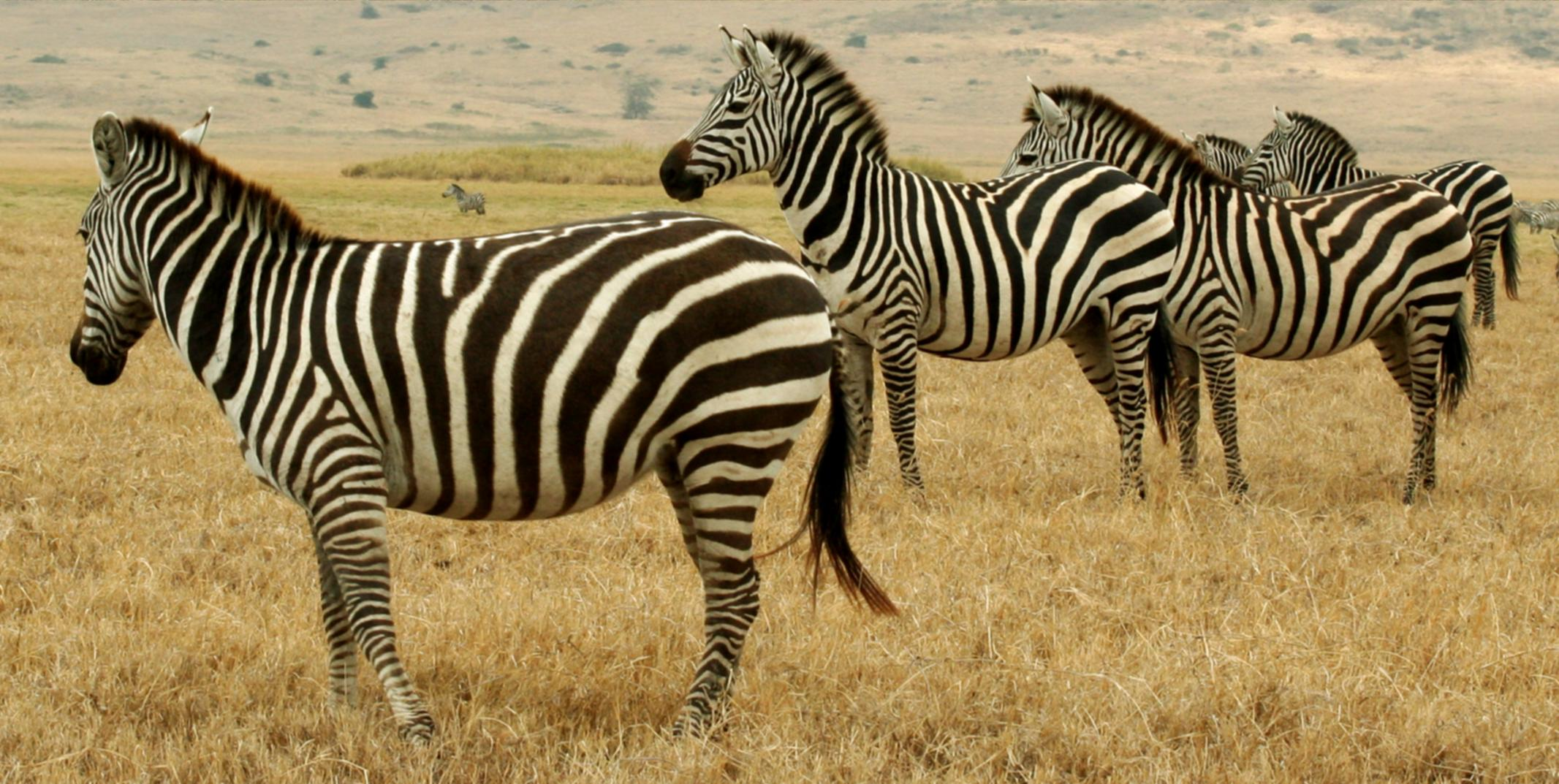
Cebras en Tanzania

Como la mayoría de équidos, las cebras son altamente sociables. Aun así, su estructura social depende de la especie. Las cebras de montaña y cebras comunes viven en grupos, conocidos como "harenes", que consisten en un macho con hasta seis yeguas y sus potros. Los machos no dominantes o viven solos o con otros machos no dominantes, hasta que son suficientemente grandes como para desafiar a un macho dominante. Cuando un grupo de cebras es atacado por hienas o perros salvajes, las yeguas se agrupan con los potros en el medio mientras el macho intenta ahuyentar a los atacantes.
Cuando un macho rival intenta derrocar al macho dominante, este lo desafía tocando la nariz del rival con la suya o frotando las espaldas contra las suyas. Esto es un tipo de demostración de fuerza destinada a asustar al rival. Si este no cede, empiezan a pelearse, mordiéndose el cuello y las patas o, en casos extremos, dándose coces; estos combates son más peligrosos que la mayoría de combates de este tipo en el mundo animal, y una cebra puede acabar malherida. La jerarquía del grupo se refleja en el orden en que andan sus miembros; delante de todo, anda la yegua más vieja con sus potros, después vienen las otras hembras en orden de edad, también con sus potros, y el macho es el que cierra el grupo.
A diferencia de las otras especies de cebra, las cebras de Grevy no tienen vínculos sociales permanentes. Los grupos de este tipo de cebras raramente permanecen juntos durante más de unos cuantos meses. Las crías permanecen con su madre, mientras que los machos adultos viven solos. Aun así, como en las otras dos especies, los machos no dominantes se organizan en grupos. En casos de escasez de comida, muchos miembros de esta especie se pueden congregar alrededor de una fuente de alimento, dando la impresión de que forman una manada.
Durante el día, las cebras duermen de pie, como los caballos, y sólo duermen cuando tienen otros animales alrededor que las avisen de la presencia de predadores. De noche, en cambio, a menudo se tumban en tierra. Cuando reposan, igual que cuando se acicalan las unas a las otras, las cebras se ponen la una junto a la otra, pero al revés (es decir, cada cebra tiene su cabeza hacia el lado trasero de la otra cebra). Esto tiene varias ventajas: por un lado, permite que la cola de una cebra pueda espantar las moscas de la cara de la otra; por otro lado, ofrece a los animales un ángulo de visión de 360°.

### Andadura

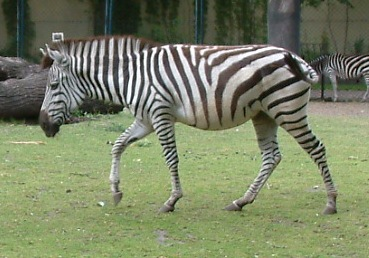
Una cebra caminando

Como los caballos, las cebras pueden andar, trotar, medio galopar y galopar. Al galope, pueden alcanzar una velocidad máxima de 55 km/h. Suelen ser más lentas que los caballos, pero su gran resistencia las ayuda a escabullirse de los predadores. Una cebra que esté siendo perseguida correrá en zigzag de un lado para otro para poner en dificultades al predador. En caso de que quede acorralada, la cebra se pondrá en posición rampante y dará coces y mordiscos a su atacante.

### Comunicación
Las cebras se comunican la una con la otra con relinchos y gemidos agudos. Las cebras de Grevy emiten bramidos parecidos a los de las mulas. Las orejas de las cebras indican su estado de ánimo. Cuando una cebra está calmada, tensa o amistosa, sus orejas permanecen erectas. Cuando tiene miedo, se desplazan hacia adelante. Cuando se enfada, las orejas se desplazan hacia atrás. Cuando las cebras buscan predadores en un área, permanecen en una postura de alerta, con las orejas erectas, la cabeza alta y observando con atención. Si están tensas, emiten bufidos. Si una cebra detecta u oye la presencia de un predador, se pondrá a bramar fuertemente.

## Reproducción

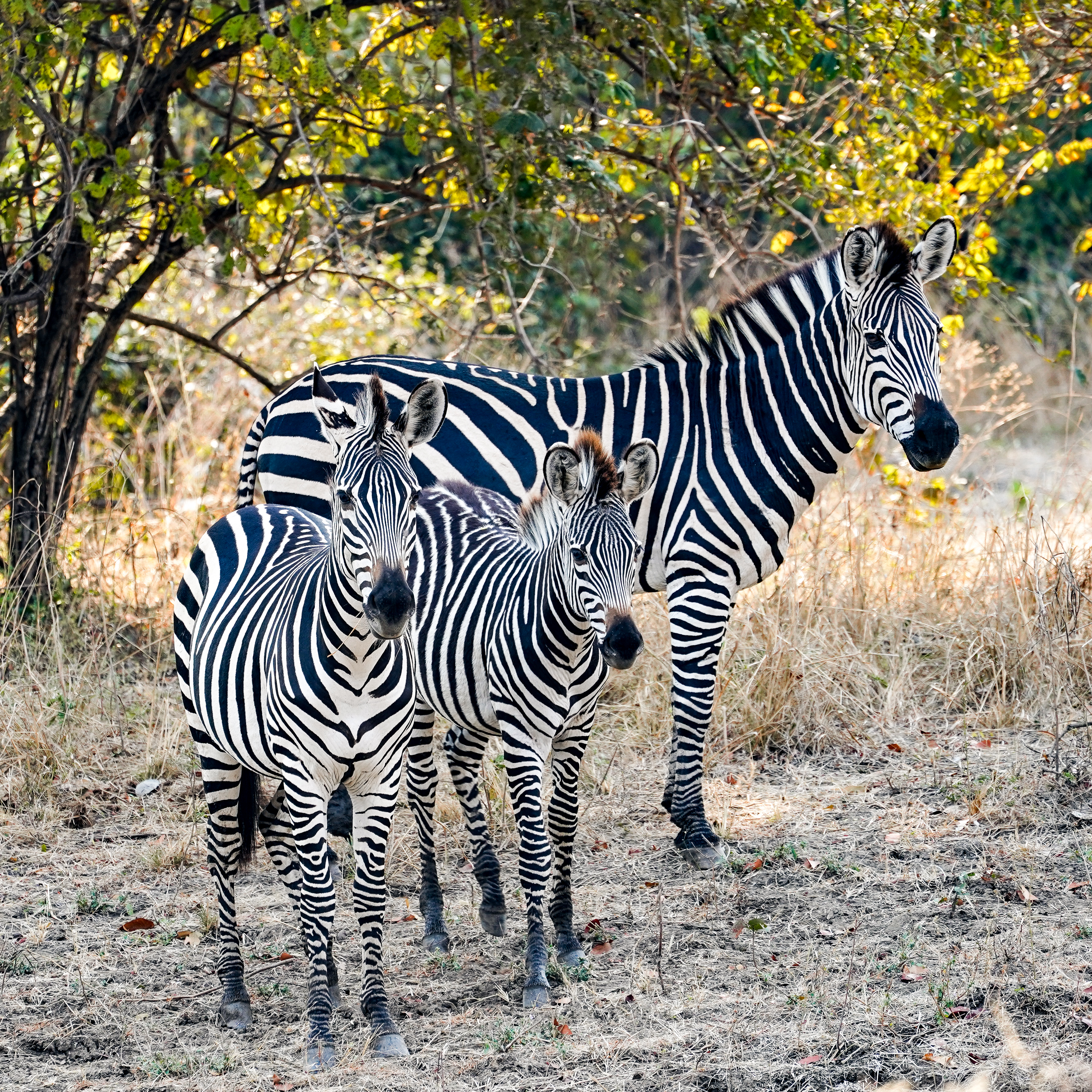
Familia de cebras en Zambia.

Como en la mayoría de especies animales, las hembras llegan a la madurez sexual antes que los machos, y pueden tener su primer potro a la edad de tres años. Los machos no pueden criar hasta que tienen cinco o seis años. Las yeguas pueden dar a luz a un potro cada doce meses, que es el tiempo que dura la gestación. Cuidan de las crías durante un máximo de un año. Como los caballos, las cebras son capaces de ponerse de pie, andar y mamar al poco de nacer. Al nacer, un potro de cebra es marrón y blanco en lugar de negro y blanco. Casi siempre nace un único potro, pero en ocasiones extremadamente raras pueden nacer gemelos.
En el caso de las cebras de montaña y las cebras comunes, los potros son protegidos por su madre, así como por el macho y las otras yeguas del grupo. En cambio, los potros de cebra de Grévy sólo tienen a su madre como protectora habitual, pues, como se ha dicho más arriba, los grupos de esta especie se suelen dispersar después de unos cuantos meses. La protección de los potros es especialmente relevante para estos animales, pues las crías son una presa fácil para los predadores y la mitad de ellas no sobreviven al primer año de vida a pesar de los esfuerzos de su madre y del macho del grupo. Otro de los peligros que corren los potros es que se han observado infanticidios y feticidios entre las cebras, a pesar de que únicamente se ha observado este comportamiento en ejemplares en cautividad.

## Difusión
Originalmente, las cebras se extendían por cualquier parte de África. Aun así, se extinguieron del norte del continente en tiempos antiguos.
En la actualidad, la cebra con la difusión más amplia es la cebra común. Viven desde las zonas de transición entre la sabana y el desierto del sur de Sudán y de Etiopía, pasando por la sabana de África oriental, hasta el sur y el suroeste del continente. Los hábitats de la cebra de Grevy son las tierras secas de arbustos y de hierba del este de África, en Kenia, Etiopía y Somalia. La cebra de montaña tiene una difusión mucho más reducida que las otras dos especies. Vive en altiplanos montañosos de Namibia y Sudáfrica, a altitudes de hasta 2000 m.

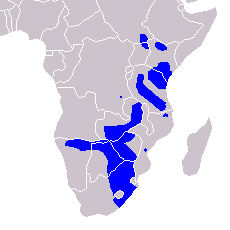
Difusión de la cebra común
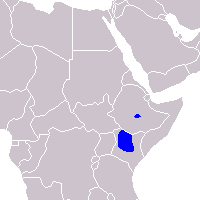
Difusión de la cebra de Grevy
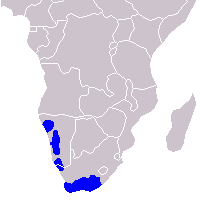
Difusión de la cebra de montaña

## Salud

### Depredadores y otras amenazas

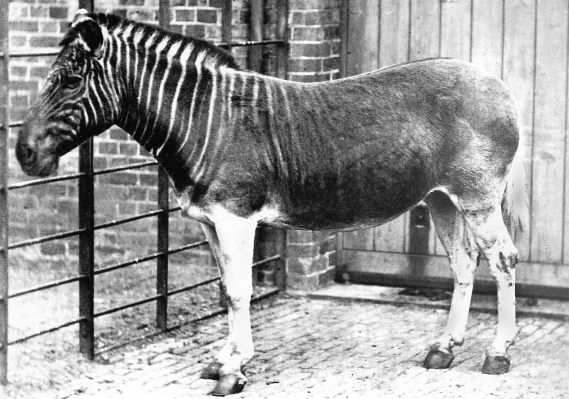
La única imagen existente de un quagga en vida. Se trata de la única subespecie extinta de cebra, y desapareció a finales del.

Los predadores principales de las cebras son los leones, las hienas manchadas, licaones y los cocodrilos. Los leones y las cebras mantienen sus poblaciones en equilibrio, pues los leones matan antes a las cebras viejas o enfermas que a las sanas y fuertes. Y cuando son potros suelen ser presas de leopardos, guepardos y chacales.
Las armas y las técnicas de caza primitivas utilizadas tradicionalmente en África no eran lo bastante eficientes como para afectar de manera significativa a las poblaciones de cebras. Los nativos africanos las cazaban no solo por su piel, sino también por su carne. Aun así, la situación cambió con la llegada de los colonizadores europeos y sus armas de fuego.
Los humanos modernos han tenido un gran impacto sobre las poblaciones de cebras desde el siglo XIX. Las cebras son cazadas principalmente por su piel. El quagga o cuaga, una subespecie de la cebra común, se extinguió antes de acabar el siglo XIX, mientras que la cebra de montaña del Cabo fue cazada casi hasta la extinción (en la década del 1930 ya quedaban menos de cien ejemplares). Desde entonces, la población ha crecido hasta aproximadamente setecientos individuos, gracias al esfuerzo para conservar la subespecie. Actualmente, ambas subespecies de la cebra de montaña están protegidas en parques nacionales, pero todavía se encuentran en peligro.
La cebra de Grevy también está en peligro. La caza y la competición por parte del ganado han reducido drásticamente la población. Debido al reducido tamaño de la población, los peligros ambientales, como por ejemplo las sequías, fácilmente pueden afectar a la especie entera. Las cebras comunes son mucho más numerosas y tienen una población sana. Aun así, esta especie también está amenazada por la caza y la modificación de los hábitats provocada por la agricultura.

## Intentos de domesticación

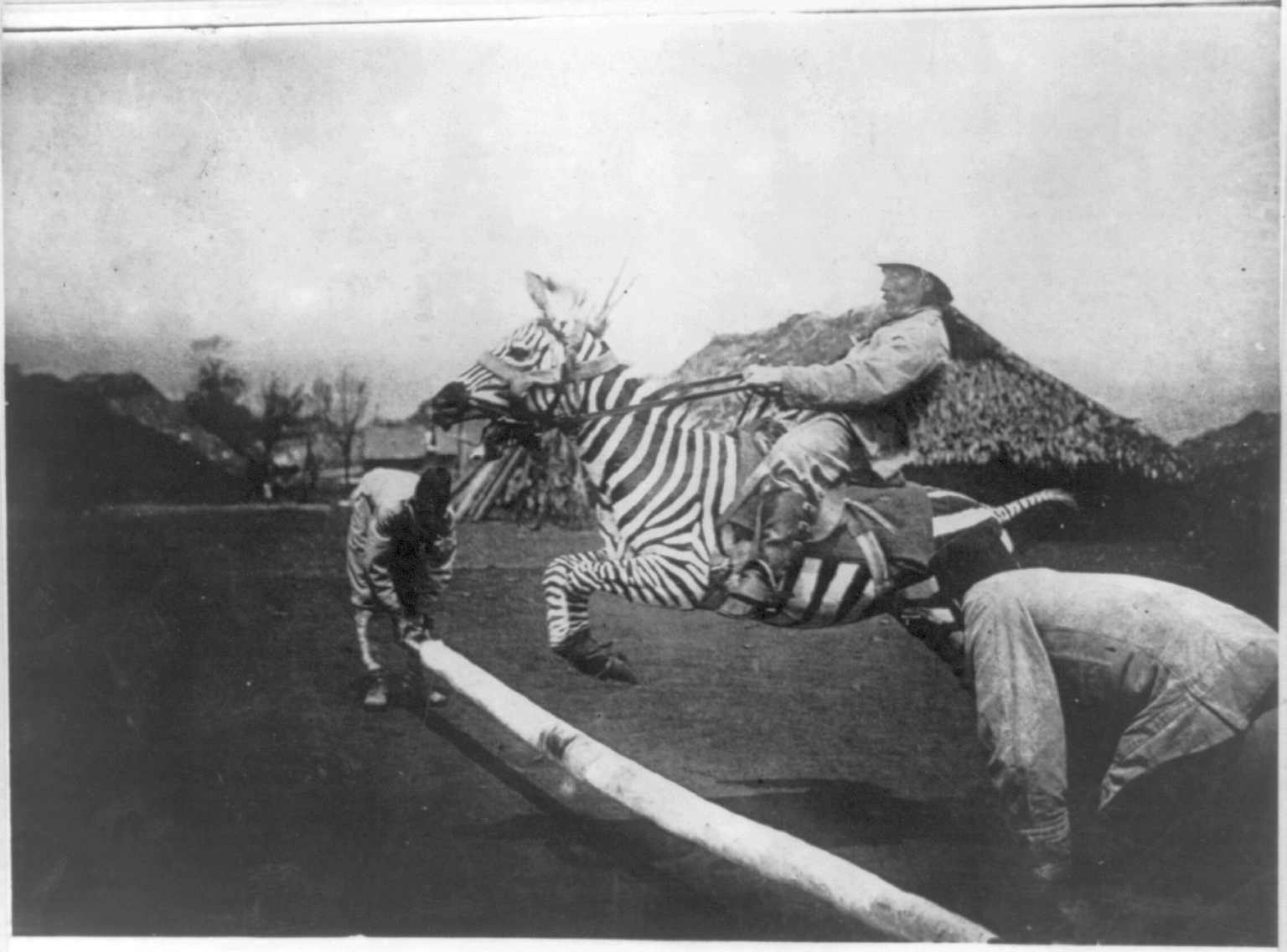
Una cebra domesticada llevando a una persona en el este de África

Se ha intentado entrenar cebras como animales de montura, pues son más resistentes a las enfermedades africanas que los caballos. Aun así, la mayoría de estos intentos fracasaron, debido a la naturaleza más impredecible de las cebras y a su tendencia de dejarse llevar por el pánico cuando se ponen nerviosas. Por este motivo, se prefiere a los cebroides (cruces entre cualquier especie de cebra y un caballo, poni, asno o burro) en vez de a las cebras puras.

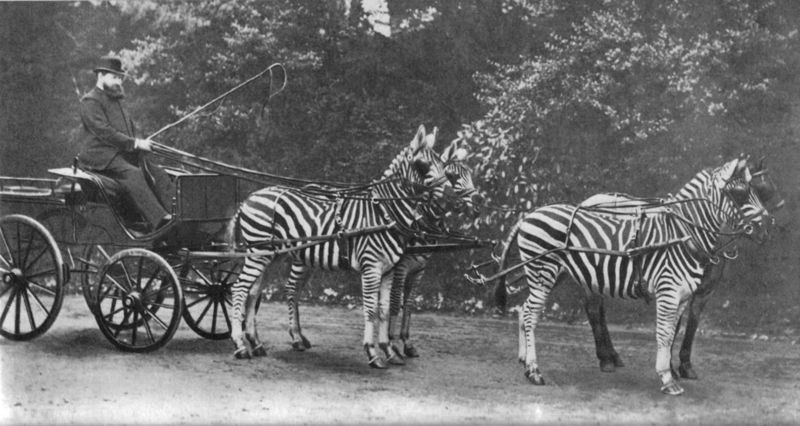
Lord Rothschild con su famoso carruaje de cebras comunes, que solía conducir por Londres

El cuarto emperador mogol Jahangir (r. 1605-1627) encargó una pintura sobre cebras. En esta pintura, realizada por Ustad Mansur, la cebra se representa con estribos. En Inglaterra, el coleccionista de animales lord Rothschild utilizaba a menudo cebras para mover su carruaje. En 1907, Rosendo Ribeiro, el primer médico de Nairobi (Kenia), utilizaba una cebra de montura para las visitas a domicilio. A mediados de la década del 1800, el gobernador George Grey importó cebras a Nueva Zelanda de su antigua jurisdicción de Sudáfrica, y las utilizó para mover su carruaje a su isla privada, la isla de Kawau.
El capitán Horace Hayes, en Points of the Horse (aprox. 1899), comparó la utilidad de las diferentes especies de cebra. Hayes puso una silla y una brida a una cebra de montaña en menos de una hora, pero no consiguió alimentarla los dos días que la tuvo. Remarcó que el cuello de la cebra era tan rígido y fuerte que no fue capaz de torcerlo en ninguna dirección. A pesar de que le enseñó a hacer lo que quería en una pista de circo, cuando la sacaba fuera era incapaz de controlarla. Encontró la cebra común fácil de domar y la consideró ideal para domesticarla, pues también es inmune a la picadura de la mosca tsé-tsé. Consideraba al quagga fácil de domesticar porque era más fuerte, manso y parecido a los caballos que las otras cebras.
En el capítulo "9. Cebras y matrimonios infelices" de su libro Armas, gérmenes y acero, J. Diamond hace también referencia a la dificultad de domesticación de las cebras:

Cualquier especie de mamífero que sea suficientemete grande es capaz de matar a un ser humano. Sin embargo, algunos grandes animales tienen disposiciones mucho más desagradables y son más incurablemente peligrosos que otros.
[...]
Las cuatro especies de cebra de África son peores aún. Los intentos de domesticación llegaron al extremo de engancharlas a carros: fueron probadas como animales de tiro en Sudáfrica en el siglo XIX, el excéntrico lord Walter Rothschild desfiló por las calles de Londres en un carruaje tirado por cebras. Lamentablemente, las cebras se vuelven terriblemente peligrosas a medida que envejecen. [...] La cebra tiene el desagradable hábito de morder a una persona y no soltarla. En EE. UU., las cebras hieren a más cuidadores de zoológicos cada año que los propios tigres. Las cebras también resultan prácticamente imposibles de enlazar con una cuerda —incluso para vaqueros que ganan campeonatos de rodeos capturando con sus lazos a caballos—, debido a su habilidad a toda prueba para observar el extremo de la cuerda volando hacia ellas para, a continuación, agachar la cabeza y esquivarla.
De ahí que rara vez (acaso ninguna) haya sido posible ensillar o montar una cebra, por lo que el entusiasmo de los sudafricanos por su domesticación desapareció.